# Бельграно (департамент, Сантьяго-дель-Эстеро)
Департамент Бельграно  (исп. Departamento de Belgrano) — департамент в Аргентине в составе провинции Сантьяго-дель-Эстеро.
Территория — 3314 км². Население — 9243 человек. Плотность населения — 2,80 чел./км².
Административный центр — Бандера.

## География
Департамент расположен на юго-востоке провинции Сантьяго-дель-Эстеро.
Департамент граничит:
- на севере — с департаментом Хенераль-Табоада
- на востоке — с провинцией Санта-Фе
- на юго-западе — с департаментом Агирре

## Административное деление
Департамент включает 3 муниципалитета:
- Бандера
- Фортин-Инка
- Гуардия-Эскольта

## Важнейшие населенные пункты[3]
| № | Населённый пункт | Населённый пункт (исп.) | Категория | Население чел. (2010) | На карте                        |
| - | ---------------- | ----------------------- | --------- | --------------------- | ------------------------------- |
| 1 | Бандера          | Bandera                 | город     | 6536                  | 28°53′09″ ю. ш. 62°15′56″ з. д. |
| 2 | Гуардия-Эскольта | Guardia Escolta         | поселок   | 894                   | 28°59′21″ ю. ш. 62°07′37″ з. д. |
| 3 | Фортин-Инка      | Fortín Inca             | поселок   | 487                   | 29°07′36″ ю. ш. 61°56′06″ з. д. |
| 4 | Куатро-Бокас     | Cuatro Bocas            | поселок   | 115                   | 28°51′50″ ю. ш. 61°51′30″ з. д. |